# Suave el aliento
Suave el aliento conocida también como Gentle Breath es una película dramática colombiana de 2015, ópera prima del director Augusto Sandino y protagonizada por los reconocidos actores Vicky Hernández, Gustavo Angarita, Alberto Cardeño, Isabel Gaona y Shirley Martínez.Es un drama íntimo y sensible que explora las complejidades emocionales y existenciales de sus personajes. Fue estrenada internacionalmente en el Festival Clase A Tallinn Black Nights Film Festival  ganadora del Premio FIPRESCI y del Premio especial del jurado.

## Sinopsis
La película narra la historia de tres miembros de una misma familia que experimentan el amor en diferentes etapas de su existencia. Dolores es una mujer mayor que tuvo un amante durante treinta años, Rafael es un exdeportista que nunca pudo consolidar una familia y Laura es una adolescente que enfrenta una encrucijada que puede cambiar su vida para siempre.

### Estilo y Dirección
Suave el aliento se destaca por su estilo minimalista y contemplativo. Sandino opta por un ritmo pausado, con un fuerte enfoque en los detalles y en los momentos aparentemente insignificantes, que terminan revelando las tensiones profundas entre los personajes. Los diálogos son reducidos al mínimo, y el uso del silencio y la expresión corporal juega un papel fundamental en la narrativa. La película tiene una estética sobria, con una fotografía sencilla pero cuidadosa, que resalta la atmósfera introspectiva y nostálgica.
La dirección de actores es otro de los puntos destacados de la película. Augusto Sandino logra interpretaciones contenidas y matizadas, donde las emociones subyacentes se manifiestan de manera sutil, evitando los excesos melodramáticos. La película se centra en los gestos, las miradas y las interacciones cotidianas, lo que le da un carácter muy naturalista.

## Reparto
- Gustavo Angarita - Vicente
- Vicky Hernández - Dolores
- Alberto Cardeño - Rafael
- Shirley Martínez - Amalia
- Isabel Gaona - Esperanza
- Camila Ariza - Laura
- John Ramirez - Edgar
- Valentina Latyna - Alexandra